# 西尾菜々美
西尾 菜々美（にしお ななみ、1997年4月22日 - ）は、名古屋テレビ放送（メ〜テレ）のアナウンサー。青山学院大学総合文化政策学部卒業。東京都町田市出身。
2019年の準ミス日本／ミス日本「水の天使」。

## 来歴
東京都町田市出身。
大学3年生の2019年に準ミス日本／ミス日本「水の天使」に選出された。
大学4年生の頃にAmeba news、BS朝日のニュースの学生キャスターを務めた。
2020年4月メ〜テレに入社。
同年7月25日（24日深夜）のSpoken!「異例尽くしの特別な夏！高校野球1時間SP」で初鳴きした。
2024年7月8日、7月7日に結婚した事をInstagramで発表した。 。
2ドデスカ生原稿読み王の称号を持つ。

## 人物
- 趣味：ランニング[7]、筋トレ、スポーツ観戦（ラグビー･駅伝）[2]
- 特技：ピアノ[7]、絶対音感[7]、外郎売[2]
- 好きな食べ物：お好み焼き、もんじゃ[7]

### エピソード
- アナウンサーは小学生の頃からの夢だった[5]。
- 中学時代に3年間フィギュアスケートを習っていた[8]
- 姉がいる[7]。

## 現在の出演番組
- ドデスカ+（2023年10月2日-、月・金曜日サブMC・水曜日フィールドキャスター、マチ10）
- メ〜テレNEWS（不定期）

## 過去の出演番組

### 学生時代
- BS朝日ニュース　(大学生キャスター、2019年4月 - 2020年3月）
- AbemaNews (大学生キャスター、（2019年4月 - 2020年3月）

### メ～テレ入社後
- Spoken!(「異例尽くしの特別な夏！高校野球1時間SP」、2020年7月25日）
- ドデスカ!
  - （「学生応援宣言 高校球児の夏」、2020年7月27日‐7月31日）
  - （Aぇgroupのココえぇ〜トコやん・ドデスペ！リポーター・代打キャスター）
- ドデスカ!ドようびデス。（2021年4月3日-2022年3月28日 -なないろ天気 2022年4月2日-2023年9月29日 -メインキャスター）